# Scleroprocta sororcula
Scleroprocta sororcula là một loài ruồi trong họ Limoniidae. Chúng phân bố ở miền Cổ bắc.